# Markus Fürstaller
Markus Fürstaller (* 18. Oktober 1975) ist ein ehemaliger österreichischer Fußballspieler und nunmehriger -trainer.

## Karriere

### Als Spieler
Fürstaller begann seine Karriere beim USC Piesendorf. Zwischen 1993 und 1996 spielte er für den FC Zell am See. Zur Saison 1996/97 schloss er sich den Amateuren des SV Austria Salzburg an. Sein Debüt für diese in der Regionalliga gab er im August 1996 gegen den SCR Altach.
Im August 1998 debütierte Fürstaller für die Profis von Austria Salzburg in der Bundesliga, als er am sechsten Spieltag der Saison 1998/99 gegen die SV Ried in der Startelf stand. Bis Saisonende kam er zu zwei weiteren Bundesligaeinsätzen.
Nachdem er in der Hinrunde der Saison 1999/2000 zu einem Bundesligaeinsatz gekommen war, wechselte er im Jänner 2000 zum Zweitligisten SV Braunau. Sein Debüt für die Oberösterreicher in der zweiten Liga gab er im März 2000 gegen die WSG Wattens. Bei einem 2:1-Sieg gegen Wattens im Mai 2000 erzielte er sein erstes Tor in der zweithöchsten Spielklasse. Für Braunau absolvierte er bis zur Einstellung des Spielbetriebs in der Winterpause der Saison 2001/02 55 Zweitligaspiele.
Im Jänner 2002 schloss Fürstaller sich dem Regionalligisten PSV SW Salzburg an. Nach einem halben Jahr beim PSV wechselte er zur Saison 2002/03 zum Ligakonkurrenten ASVÖ FC Puch. Für Puch absolvierte er in jener Saison 26 Regionalligaspiele. Im Sommer 2003 schloss er sich dem fünftklassigen oberösterreichischen Verein 1. FC Vöcklabruck an. Mit Vöcklabruck stieg er 2004 in die OÖ Liga auf. Nach nur einer Saison in der vierthöchsten Spielklasse stieg man 2005 auch in die Regionalliga auf. Fürstaller kam in der Aufstiegssaison 2004/05 zu 22 Einsätzen in der OÖ Liga.
Nach vier Jahren bei Vöcklabruck wechselte er im Sommer 2007 zur viertklassigen Union Vöcklamarkt. Mit Vöcklamarkt stieg er 2010 in die Regionalliga auf. In seinen drei Jahren beim Verein absolvierte er 75 Spiele in der Liga und erzielte dabei zwölf Tore. Nach dem Aufstieg wechselte Fürstaller zum viertklassigen FC Pinzgau Saalfelden. Mit Saalfelden wurde er 2011 Meister der Salzburger Liga und stieg somit in die Regionalliga auf, in der man bis zum Abstieg 2013 spielte. Nach dem Abstieg beendete er seine Karriere, nahm jedoch als Co-Trainer bzw. Trainer der Pinzgauer noch ein paar Mal als Ersatzspieler auf der Bank Platz.

### Als Trainer
Nach seinem Karriereende wurde Fürstaller zunächst Co-Trainer des FC Pinzgau Saalfelden, mit dem er 2014 wie bereits als Spieler in die Regionalliga aufstieg. Nach dem Aufstieg wurde er zur Saison 2014/15 Cheftrainer der Pinzgauer. Nach vier Saisonen als Trainer von Saalfelden trat er nach der Saison 2017/18 zurück. Im Oktober 2022 kehrte Fürstaller abermals als Trainer nach Saalfelden zurück, wo er bis Saisonende interimistisch übernahm.